# Thomas Bewick

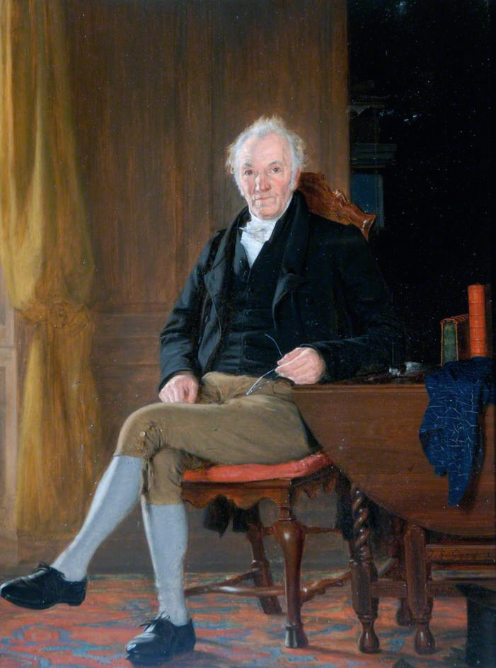
Thomas Bewick (Thomas Sword Good, 1827)

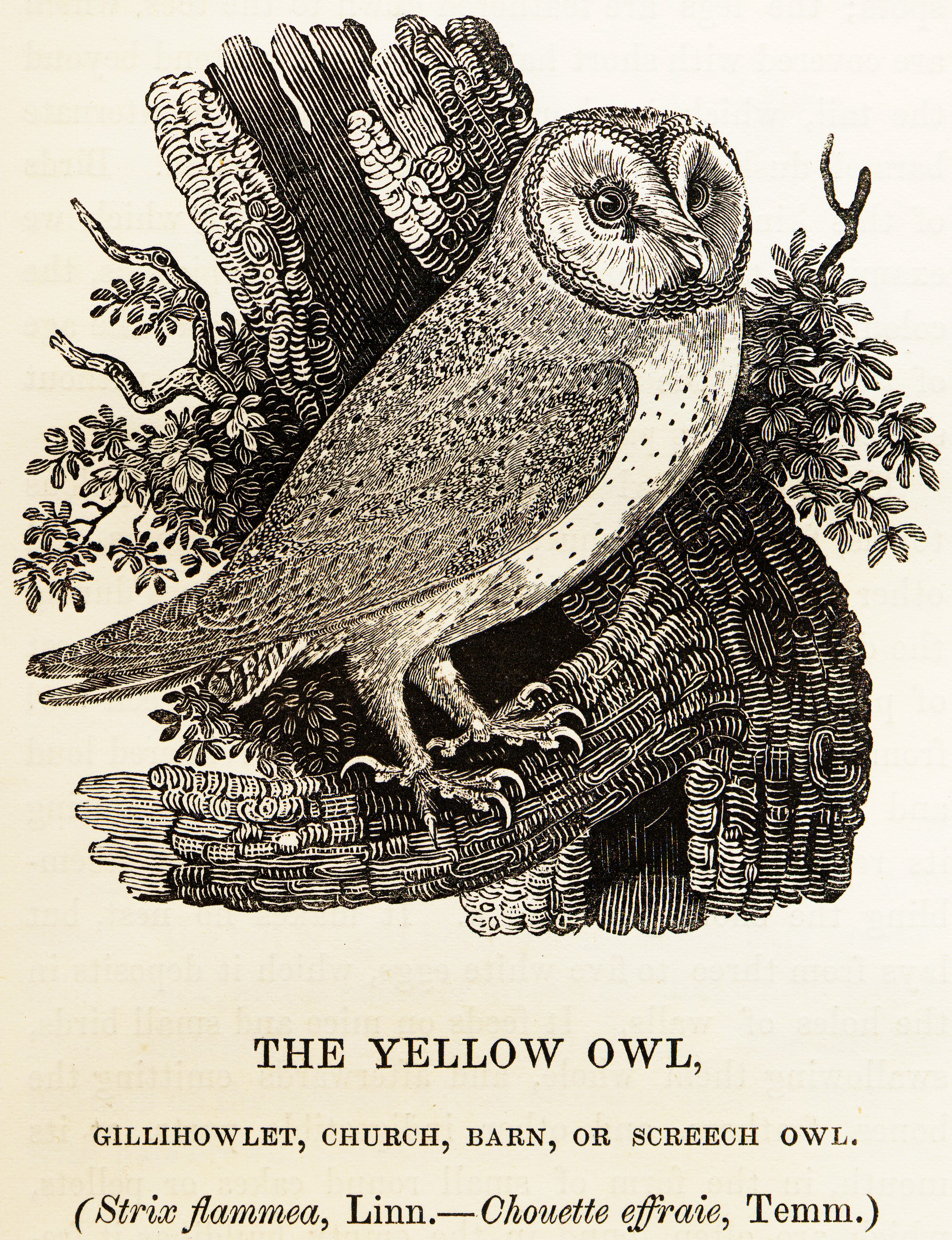
Schleiereule, in: History of British Birds (1847)

Thomas Bewick (* vermutlich am 10. August 1753 in Cherryburn bei Newcastle upon Tyne, Northumberland; † 8. November 1828 in Gateshead, Tyne and Wear) war ein englischer Grafiker und gilt als der Erfinder des Holzstichs.
Im Gegensatz zur traditionellen Holzschnitt-Technik wird dabei das besonders harte Holz des Buchsbaums verarbeitet. Dieses wird nicht wie beim Holzschnitt im Längsschnitt, sondern als Hirnholz quer zur Faser geschnitten und ist damit besonders druckbelastbar. Als Werkzeug dient der Stichel, mit dem das Holz in einem arbeitsaufwendigen Prozess graviert wird.
1984 machte Eva-Maria Hanebutt-Benz darauf aufmerksam, dass Jacob Kainen bereits 1959
»[e]ndgültigen Aufschluss über die Frage, ob die Geschichte des Holzstichs vor Bewick zurückreicht oder durch ihn erst begründet wurde gegeben hatte.« Kainen, Kurator für grafische Künste am National Museum of American History, sah wichtige Beweise dafür, dass Hirnholzstiche im England des frühen 18. Jahrhunderts nicht nur bekannt waren, sondern tatsächlich der vorherrschende Stil waren.
Der vom Kupferstich nahezu verdrängte Holzschnitt wurde mit der Entwicklung des Holzstichs zu einem wirtschaftlichen interessanten Reproduktionsverfahren, das im 19. Jahrhundert sehr häufig verwendet wurde.

## Lebensdaten
Am 10. oder 12. August 1753 wurde Bewick als Sohn einer Bauernfamilie in Cherryburn, Eltringham, Northumberland geboren. Zwischen 1767 und 1774 erfolgte eine Lehr- und Gesellenzeit als Graveur. In der Zeit entsteht seine erste Arbeit auf Holz. Mit der Arbeit an A General History of Quadrupeds begann er im Jahr 1785, ein Jahr später heiratete er Isabella Elliot. Bewick veröffentlichte in den darauffolgenden Jahren A General History of Quadrupeds (1790), British Birds, Land Birds (1797) und Fables of Aesop (1818). Im November 1822 begann er auf Wunsch der Tochter Jane mit der Aufzeichnung von Memoiren. Im Jahr 1827 begegnete er erstmals John James Audubon. Am 8. November 1828 starb Bewick.

## Autobiografie
- Thomas Bewick: A Memoir of Thomas Bewick Written by Himself. Embellished by Numerous Wood Engravings, Designed and Engraved by the Author for a Work on British Fishes, and Never before Published. Longman, Green, Longman, and Roberts, London 1862. The Project Gutenberg EBook abgerufen am 25. August 2023
- Thomas Bewick: A Memoir of Thomas Bewick Written by Himself. Embellished by Numerous Wood Engravings, Designed and Engraved by the Author for a Work on British Fishes, and Never before Published. Cambridge University Press, Cambridge 2014, ISBN 978-1-108-07081-2

## Öffentliche Sammlungen, in denen Grafiken von Thomas Bewick zu finden sind
- Edmonton Art Gallery, Kanada
- Central Library of Newcastle upon Tyne, Großbritannien. Diese Sammlung umfasst auch eine große Gruppe von Druckplatten sowie Zeichnungen und Aquarelle von Thomas Bewick.
- Library Collections – Managed by Tyne & Wear Archives & Museums on behalf of Newcastle University[4]
- Thomas Bewick in Natural History Society of Northumbria in Newcastle-upon-Tyne, Großbritannien. Hier befindet sich auch die größte Anzahl von Zeichnungen, die in Bezug zu der Arbeit von Bewick steht.[5]
- prints and drawings by Thomas Bewick in the British Museum, London, Großbritannien[6]
- Houghton Library, Department of Printing and Graphic Arts, Chicago, USA
- Newberry Library, Chicago, USA. Robert Hunter Middleton gründete 1944 die Privatdruckerei „Cherryburn Press“. Er besass eine große Anzahl von original Bewick Holzblöcken, die Middleton während des Zweiten Weltkriegs nach Chicago verschiffen ließ. Seine Sammlung bestand aus einhundert Bewick Druck-Blöcken, die er später an die Newberry Library gab.

## Werke, in denen Grafiken von Thomas Bewick zu finden sind
- A new Family Herbal: Or popular Account of the Natures and Properties of the various Plants used in Medicine, Diet, and the Arts he Plants drawn from Nature, by Henderson and engraved on Wood by Thomas Bewick. Phillips, London 1810 urn:nbn:de:hbz:061:2-148273 Digitalisierte Ausgabe der Universitäts- und Landesbibliothek Düsseldorf.
- 1800 Woodcuts by Thomas Bewick and His School In: Blanche Cirker (Hrsg.): Dover Pictorial Archive Series. Dover Publications Inc., New York 1969, ISBN 0-486-20766-8.
- Cherryburn Prints. Band I: Discovered Subjects I to X. Band II. Discovered Subjects XI to XX. The Cherryburn Press, Chicago 1973.